# Multi Router Traffic Grapher

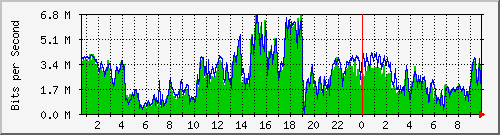
Beispielhafte Darstellung von MRTG

Multi Router Traffic Grapher (MRTG) ist ein Service-Monitoring-Programm zur grafischen Auswertung oder Darstellung von Messwerten, ursprünglich entwickelt für die Messung von Netzwerkverkehr (Traffic). MRTG generiert HTML-Seiten mit den Grafiken, die die grafischen Auswertungen enthalten. Zum Sammeln der Daten wird SNMP verwendet. Geschrieben ist die Software in Perl und etwas C. Die Software ist unter der GNU GPL frei verfügbar.
Mittlerweile wird MRTG zur Visualisierung vielerlei Daten verwendet: von der Temperatur im Serverraum bis zur Anzahl der eingehenden Spam-Mails am Tag.